# Dariem Díaz
Pour les articles homonymes, voir Díaz.
Dariem Hanssel Díaz Pérez (né le 21 septembre 1976 à La Havane) est un ancien joueur cubain de football évoluant au poste de défenseur. Il est actuellement entraîneur.

## Biographie

### Carrière de joueur

#### En club
Dariem Díaz évolue pendant onze saisons au sein du FC Ciudad de La Habana (aujourd'hui reconverti en FC La Habana), de 1993 à 2004, dont les trois dernières comme capitaine. Il est sacré champion de Cuba à trois reprises en 1994, 1998 et 2001.

#### En équipe de Cuba
International cubain en 2001 (8 sélections, aucun but marqué), il participe à la Coupe caribéenne des nations 2001 - où Cuba se hisse à la 3e place - puis dispute le tour préliminaire de la Gold Cup 2002 (qualification face au Panama 0-0 et 1-0).

### Carrière d'entraîneur
En 2013, Dariem Díaz est nommé entraîneur du FC La Habana, club où il a évolué comme joueur, et y reste quatre saisons. Même s'il ne réussit pas à remporter le championnat de Cuba, il termine à chaque fois sur le podium, à la 3e place. 
Fin 2016, il part entraîner le Five Islands FC, du championnat de deuxième division d'Antigua-et-Barbuda, qu'il parvient à faire remonter en première division. En février 2017, il s'engage pour quelques matchs avec le Hoppers FC, qu'il dirige notamment lors du CFU Club Championship 2017.
Depuis 2019, il cumule les fonctions d'entraîneur du Five Islands FC conjointement avec la direction technique de l'équipe d'Antigua-et-Barbuda des moins de 17 ans.

## Palmarès

### Joueur
- FC Ciudad de La Habana
  - Champion de Cuba en 1994, 1998 et 2001[1].

### Entraîneur
- Five Islands FC
  - Vice-champion d'Antigua-et-Barbuda en 2017-18.